# Atac a la catedral de Ghazantxetsots de 2020
L'atac a la catedral de Ghazantxetsots de 2020 va tenir lloc durant la batalla de Shusha el 8 d'octubre, quan la catedral del Sant Salvador (en armeni: Սուրբ Ամենափրկիչ մայր տաճար, romanitzat: Surb Amenap′rkich mayr tachar) de la ciutat de Shusha, coneguda com la catedral de Ghazantxetsots (Ղազանչեցոց, en àzeri: Qazançı), va ser impactada dues vegades pels míssils de les Forces Armades de l'Azerbaidjan, la qual cosa va provocar l'ensorrament d'una part del sostre.

## Història
Aquests bombardejos van tenir lloc l'onzé dia de la guerra de l'Alt Karabakh de 2020 entre Armènia i l'Azerbaidjan, una part del conflicte de l'Alt Karabakh sobre la regió disputada de l'Alt Karabakh que data d'abans de la caiguda del comunisme. La ciutat de Shusha va ser controlada des de la primera guerra de l'Alt Karabakh per la República d'Artsakh, un sistema de govern ètnic armeni. Abans d'aquesta guerra, la catedral havia estat danyada per la violència ètnica que es va produir entorn de la massacre d'armenis de Shusha en 1920 i després va ser utilitzada com a dipòsit en la República Socialista Soviètica de l'Azerbaidjan i en la primera guerra de l'Alt Karabakh, fins que Shusha va caure davant les Forces Armades d'Armènia en 1992. Posteriorment, en el decenni de 1990, l'edifici va ser restaurat per l'Església Apostòlica Armènia, que l'havia construït en el decenni de 1880. A l'Azerbaidjan, la pèrdua de Shusha en 1992 va ser especialment plorada com a centre cultural de poetes, músics i compositors azerbaidjanesos.

## Bombardeig
El primer projectil va caure sobre la cúpula de l'església en la tarda del 8 d'octubre, danyant greument l'interior. Els mitjans de comunicació locals van informar que adults i nens s'estaven refugiant a l'interior de l'església quan es va produir la primera explosió, però ningú va resultar ferit. Hores després, mentre els periodistes inspeccionaven els danys, un segon projectil va impactar en l'edifici. Dos periodistes russos van resultar ferits pel segon impacte, un d'ells, el cap de redacció de Segodnya, va resultar greument ferit i va ser operat a Stepanakert. Un armeni que acompanyava els reporters va ser ferit lleument. Altres deu civils van resultar ferits.

## Reaccions
El Ministeri d'Afers Exteriors d'Armènia assegura que «amb aquestes accions l'Azerbaidjan reprodueix el comportament dels seus aliats recentment adquirits, infames organitzacions terroristes internacionals responsables de la destrucció de nombrosos monuments històric-culturals a l'Orient Mitjà».
El Ministeri de Defensa de l'Azerbaidjan va negar oficialment la seva participació, mentre que l'agència de notícies estatal de l'Azerbaidjan va afirmar que Armènia estava darrere de l'atac.

## Conseqüències
Les forces azerbaidjaneses van prendre el control de Shusha el 7 de novembre, després d'una batalla de tres dies sobre la ciutat. El 10 de novembre es va arribar a un acord de pau entre Armènia i l'Azerbaidjan amb la mediació de Rússia.

## Galeria

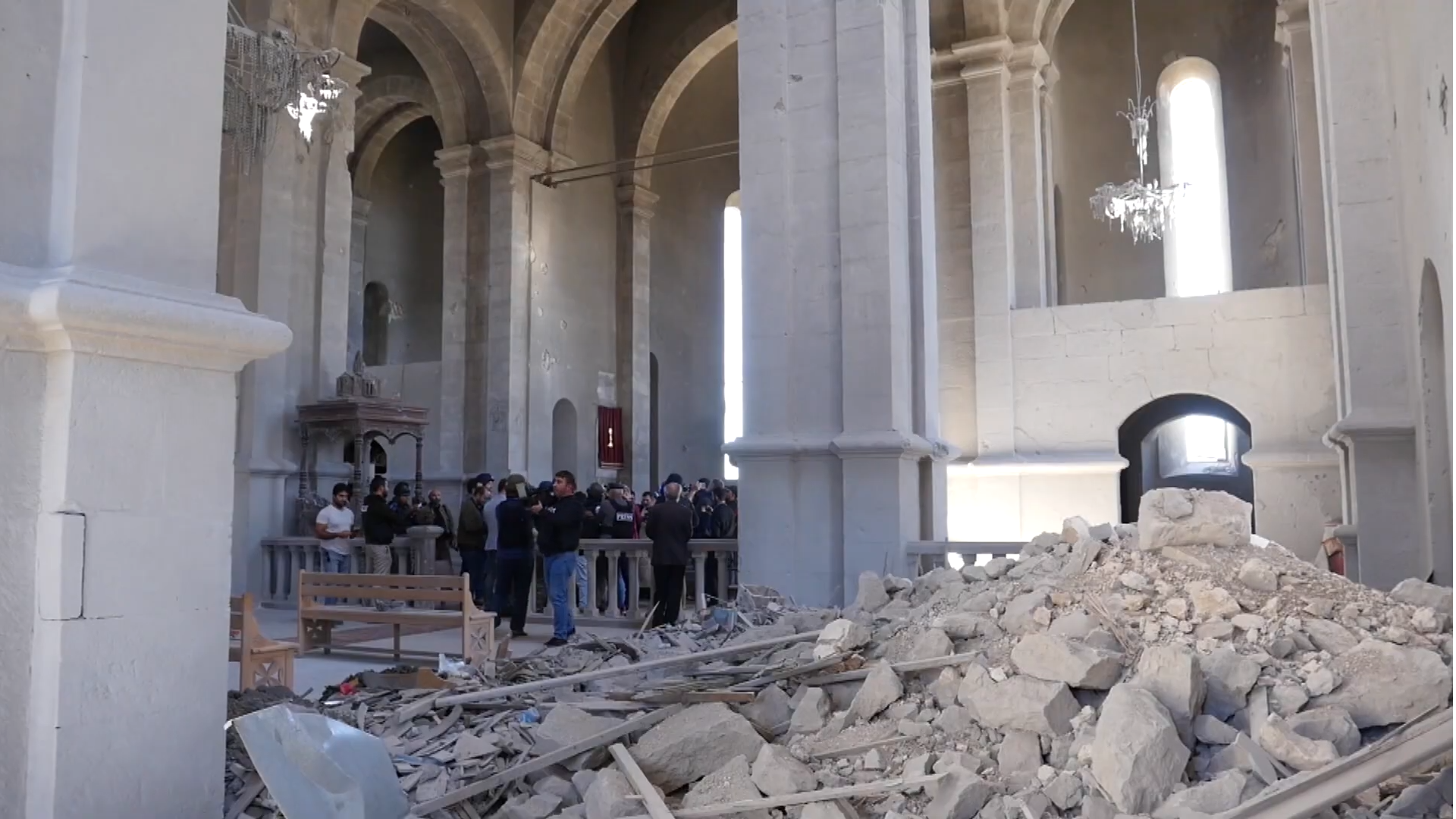
Boda en la danyada Catedral del Sant Salvador el 24 d'octubre de 2020
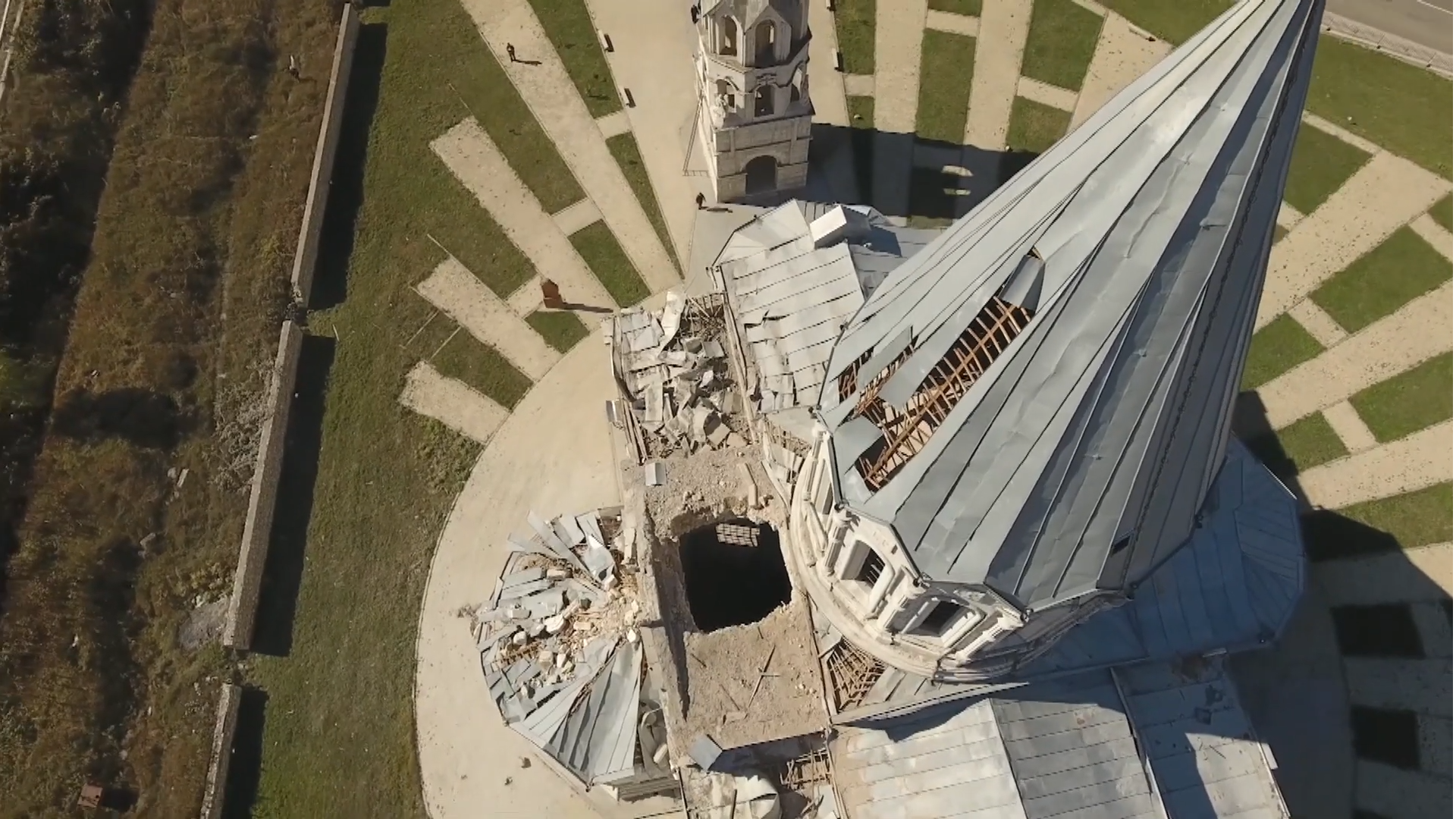
El sostre de la danyada Catedral de Ghazantxetsots
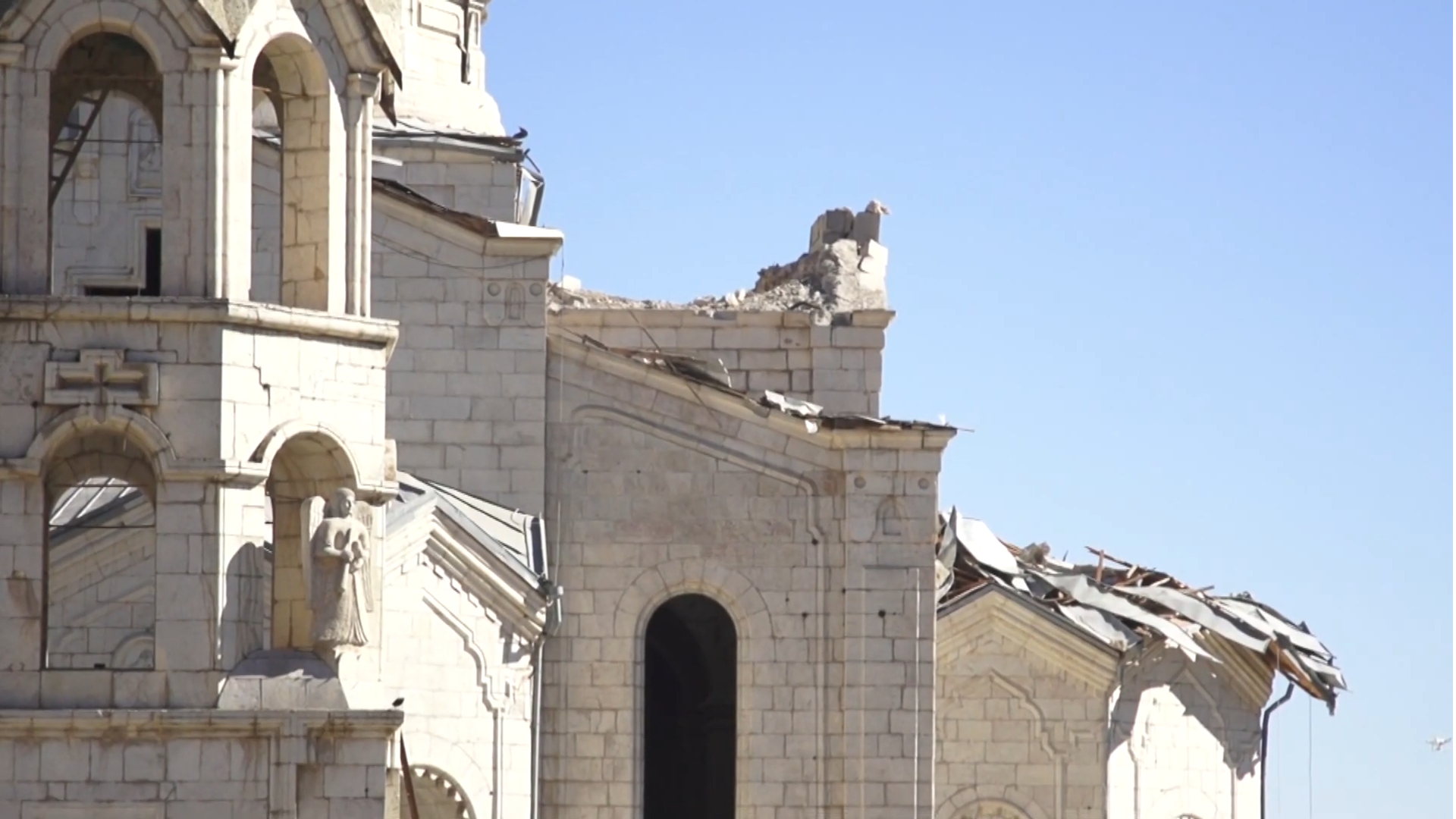
La part danyada de la Catedral de Ghazantxetsots
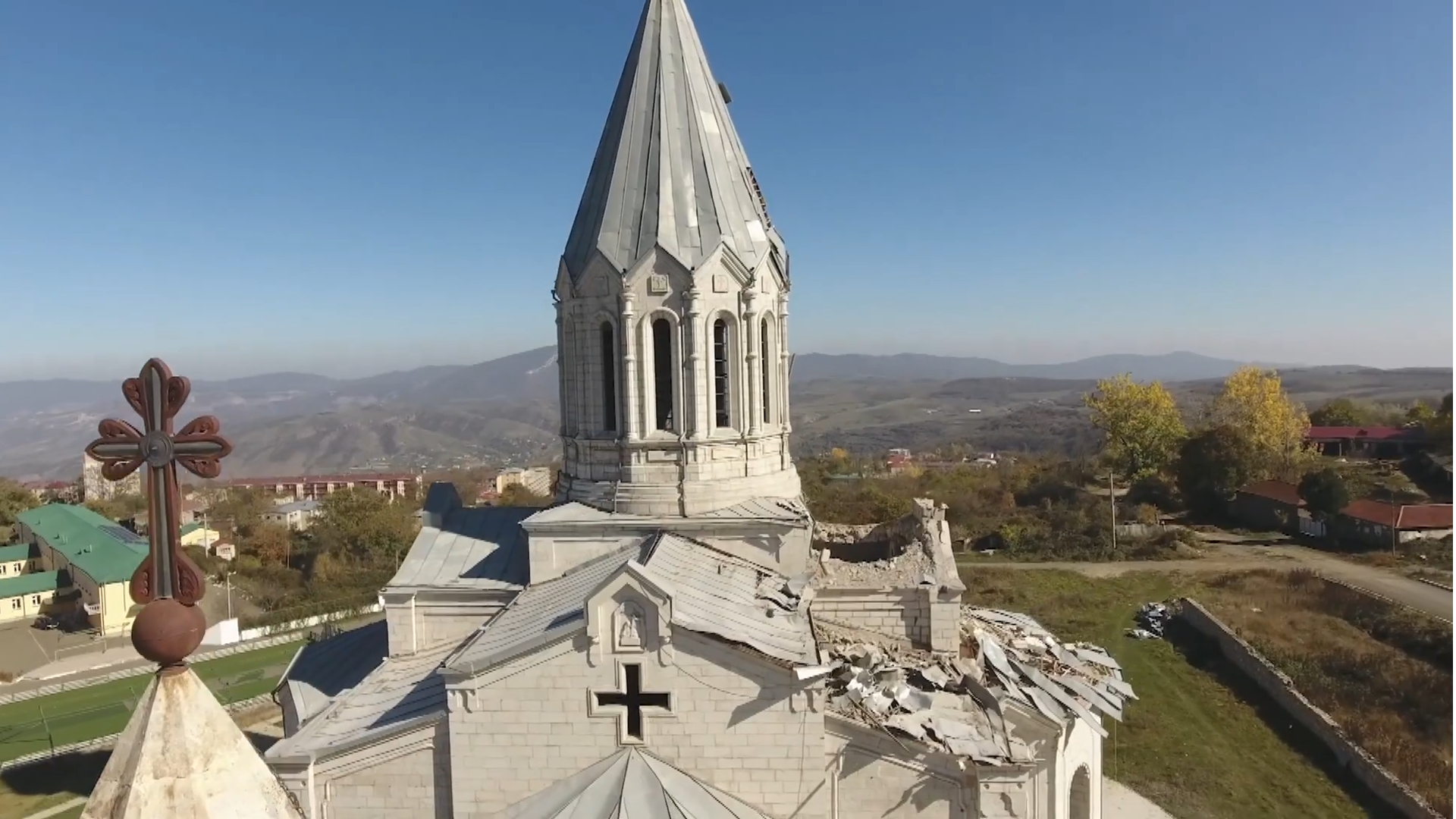
La part danyada de la Catedral de Ghazantxetsots
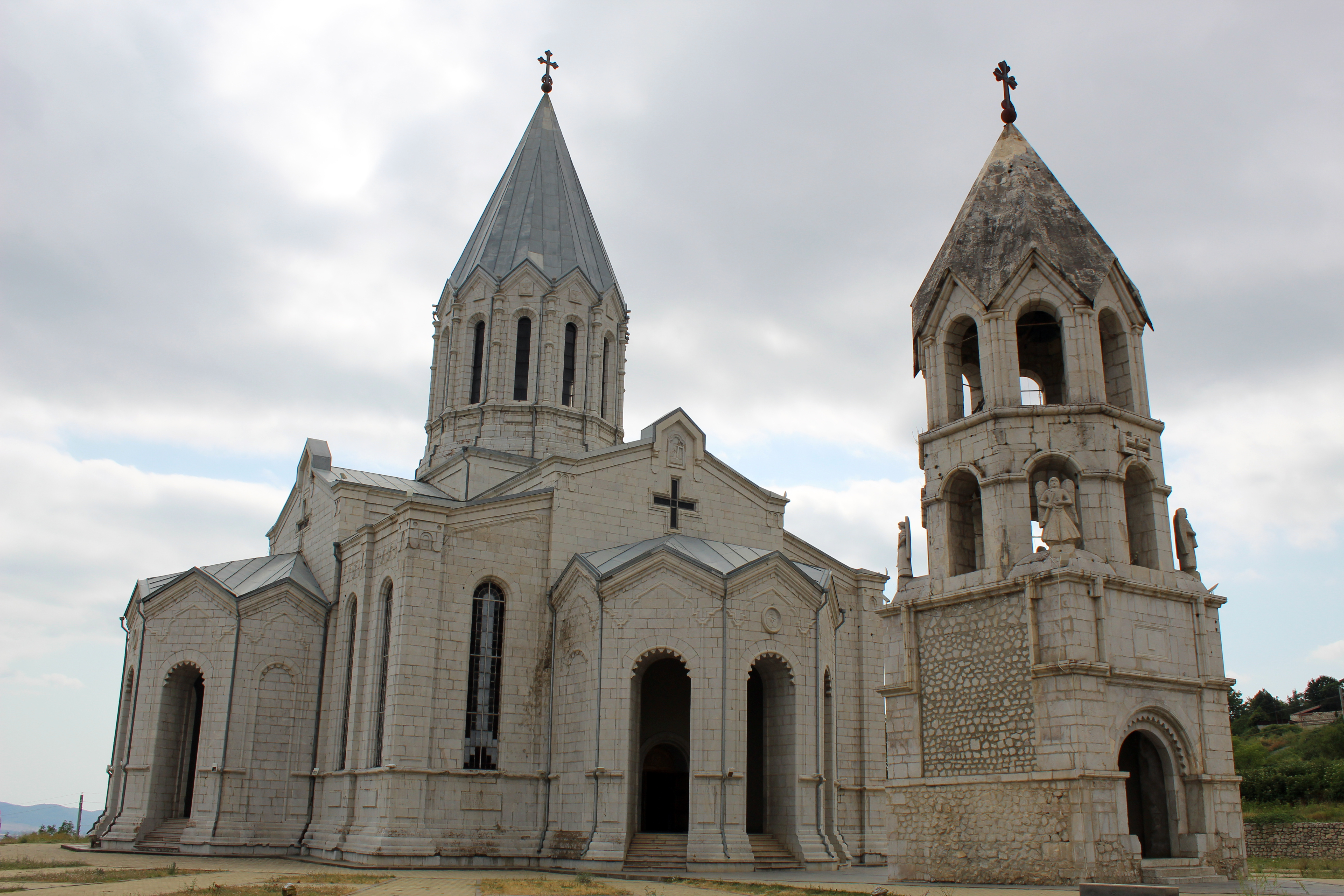
La Catedral de Ghazantxetsots abans de l'atac azerbaidjanès